# Neil Eckersley
Neil Eckersley, född den 5 april 1964 i Bolton, Storbritannien, är en brittisk judoutövare.
Han tog OS-brons i herrarnas extra lättvikt i samband med de olympiska judotävlingarna 1984 i Los Angeles.